# Burmeistera microphylla
Burmeistera microphylla är en klockväxtart som beskrevs av John Donnell Smith. Burmeistera microphylla ingår i släktet Burmeistera och familjen klockväxter. Inga underarter finns listade i Catalogue of Life.